# Acrolophus harmoniella
Acrolophus harmoniella är en fjärilsart som beskrevs av August Busck 1914. Acrolophus harmoniella ingår i släktet Acrolophus och familjen Acrolophidae. Inga underarter finns listade i Catalogue of Life.